# Opius carinifer
Opius carinifer är en stekelart som beskrevs av Fischer 1966. Opius carinifer ingår i släktet Opius och familjen bracksteklar. Inga underarter finns listade i Catalogue of Life.